# 操体法
操体法(そうたいほう)は、仙台の医師 橋本敬三(1897-1993)が高橋迪雄の正體術など民間の健康法・療術をみずから実践し、肉体の変化が進む過程で何が起きているかをつかんだ結果生まれた考え方である。初期の理論（著書に詳しい）では、客観的に骨格構造を観察して、運動系の歪みを修正（治療）することを主題としているのが特徴。その後、客観的な見方を離れ、個々人の内部感覚（快・不快）にもとづいて、生体のフィードバック機能を洗練させることが重要であることをより強調する形になった。現在では、より質の高い快適感覚を｢からだ」に聞き分け、味わうという感覚分析をするようになってきている。
創始者の橋本自身が完成した方法の体系としなかったため、後続者によってその方法に違いが生まれた。健康法として知られているが、本来は医師が実際に臨床で用いていた診断・治療体系でもある。操体法を健康法として捉えるか、診断・治療体系がある臨床として捉えるかによっても、スタンスに大きな差がある。

## 歴史
橋本敬三が函館に在住していた期間（1926年～1941年）に、正體術を高橋迪雄の高弟・奥村隆則に学び、これが操体法の土台となった。初期においては、痛みやつっぱりを感じるとき、痛い方向・つっぱる方向から、痛くない方向・つっぱりを感じない方向にゆっくり動かし、最後にすっと力を抜くと歪みが解消されるという方法を採っており、この方法を継承している者が多い。正體術では歪みを正したい方向へ動かし、そこでトンと力を抜くという手法を採るから、操体法と正體術は、互いに逆方向の動きであるといえる。
その後、直弟子を中心に、橋本敬三の生前の指示や考察をもとに具体的手法は更新されている ため「操体法」を名乗っていても、どの立場でいつ方法を継承したかによって、施術内容が大きく変わることがある。
初期の理論（著書 に詳しい）では、客観的に骨格構造を観察して、運動系の歪みを修正（治療）することを主題としているのが特徴。その後、客観的な見方を離れ、個々人の内部感覚（快・不快）にもとづいて、生体のフィードバック機能を洗練させることが重要であることをより強調する形になった。現在では、より質の高い快適感覚を｢からだ」に聞き分け、味わうという感覚分析をするようになってきている。
なお 「操体」 は、橋本敬三の哲学、息食動想の 「同時相関相補連動性」 などを含めたものを指し、「操体法」 は橋本敬三が行っていた臨床の部分を指す。また 「操体法」 は 「現代農業」 に橋本敬三が執筆している時（1975年～1977年）、編集者が 「操体よりも操体法のほうが語呂がよいのでは」 ということで、「操体法」 という名称が生まれた。

## 関連記事
- 代替医療
- 手技療法
- 健康法